# Gran Premi de Bèlgica del 1983
Resultats del Gran Premi de Bèlgica de Fórmula 1 disputat la temporada 1983 al circuit de Spa-Francorchamps el 22 de maig del 1983.

## Resultats
| Pos | No | Pilot              | Equip               | Voltes | Temps / Retirada | Pos. de sortida | Punts |
| --- | -- | ------------------ | ------------------- | ------ | ---------------- | --------------- | ----- |
| 1   | 15 | Alain Prost        | Renault             | 40     | 1h 27' 11. 502   | 1               | 9     |
| 2   | 27 | Patrick Tambay     | Ferrari             | 40     | + 23.182 s       | 2               | 6     |
| 3   | 16 | Eddie Cheever      | Renault             | 40     | + 39.869 s       | 8               | 4     |
| 4   | 5  | Nelson Piquet      | Brabham - BMW       | 40     | + 42.295 s       | 4               | 3     |
| 5   | 1  | Keke Rosberg       | Williams - Ford     | 40     | + 50.480 s       | 9               | 2     |
| 6   | 2  | Jacques Laffite    | Williams - Ford     | 40     | + 1' 33.107 min. | 11              | 1     |
| 7   | 35 | Derek Warwick      | Toleman - Hart      | 40     | + 1' 58.539 min. | 22              |       |
| 8   | 36 | Bruno Giacomelli   | Toleman - Hart      | 40     | + 2' 38.273 min. | 16              |       |
| 9   | 11 | Elio de Angelis    | Lotus - Renault     | 39     | + 1 Volta        | 13              |       |
| 10  | 34 | Johnny Cecotto     | Theodore - Ford     | 39     | + 1 Volta        | 25              |       |
| 11  | 29 | Marc Surer         | Arrows - Ford       | 39     | + 1 Volta        | 10              |       |
| 12  | 4  | Danny Sullivan     | Tyrrell - Ford      | 39     | + 1 Volta        | 23              |       |
| 13  | 26 | Raul Boesel        | Ligier - Ford       | 39     | + 1 Volta        | 26              |       |
| 14  | 3  | Michele Alboreto   | Tyrrell - Ford      | 28     | + 2 Voltes       | 17              |       |
| Ret | 8  | Niki Lauda         | McLaren - Ford      | 33     | Caixa canvi      | 15              |       |
| Ret | 12 | Nigel Mansell      | Lotus - Renault     | 30     | Caixa canvi      | 19              |       |
| Ret | 22 | Andrea de Cesaris  | Alfa Romeo          | 25     | Injecció         | 3               |       |
| Ret | 33 | Roberto Guerrero   | Theodore - Ford     | 23     | Motor            | 14              |       |
| Ret | 28 | René Arnoux        | Ferrari             | 22     | Motor            | 5               |       |
| Ret | 31 | Corrado Fabi       | Osella - Ford       | 19     | Rodes            | 24              |       |
| Ret | 9  | Manfred Winkelhock | ATS - BMW           | 18     | Virolla          | 7               |       |
| Ret | 7  | John Watson        | McLaren - Ford      | 8      | Col·lisió        | 20              |       |
| Ret | 25 | Jean Pierre Jarier | Ligier - Ford       | 8      | Col·lisió        | 21              |       |
| Ret | 30 | Thierry Boutsen    | Arrows - Ford       | 4      | Suspensions      | 18              |       |
| Ret | 23 | Mauro Baldi        | Alfa Romeo          | 3      | Accelerador      | 12              |       |
| Ret | 6  | Riccardo Patrese   | Brabham - BMW       | 0      | Motor            | 6               |       |
| NVQ | 32 | Piercarlo Ghinzani | Osella - Alfa Romeo |        |                  |                 |       |
| NVQ | 17 | Eliseo Salazar     | RAM - Ford          |        |                  |                 |       |

## Altres
- Pole: Alain Prost 2' 04. 615

- Volta ràpida: Andrea de Cesaris 2' 07. 493 (a la volta 17)